# Depside

Formule générale d'un (di)depside.

Acide digallique, depside de l'acide gallique.

Les depsides (du grec ancien δέψω/dépsô, tanner) sont des produits de condensation de deux ou plusieurs acides hydroxycarboxyliques aromatiques monocycliques, dans lesquels le groupe carboxyle d'un acide est estérifié avec un groupe hydroxyle phénolique de l'autre. Dans le cas de deux molécules condensées, on parlera de didepside, pour trois de tridepside, etc.

## Occurrence
Les depsides se trouvent principalement dans les lichens, par exemple dans les Lecanoromycetes tels que la mousse de chêne (Evernia prunastri), Lecanora conizaeoides, les Arthoniaceae tels que Cryptothecia rubrocincta (en) (acide gyrophorique), ou encore les Cladonia (acide mérochlorophaéique). Ils sont également présents dans nombre de végétaux, par exemple sous la forme de tanins, notamment dans les espèces Ericaceae, Lamiaceae, Papaveraceae et Myrtaceae,,,. On en trouve par exemple dans la sarriette (acide digallique), le romarin (acide romarinique (en), largement répandu dans les plantes) ou dans le café (acide chlorogénique, également  présent dans un certain nombre de plantes).

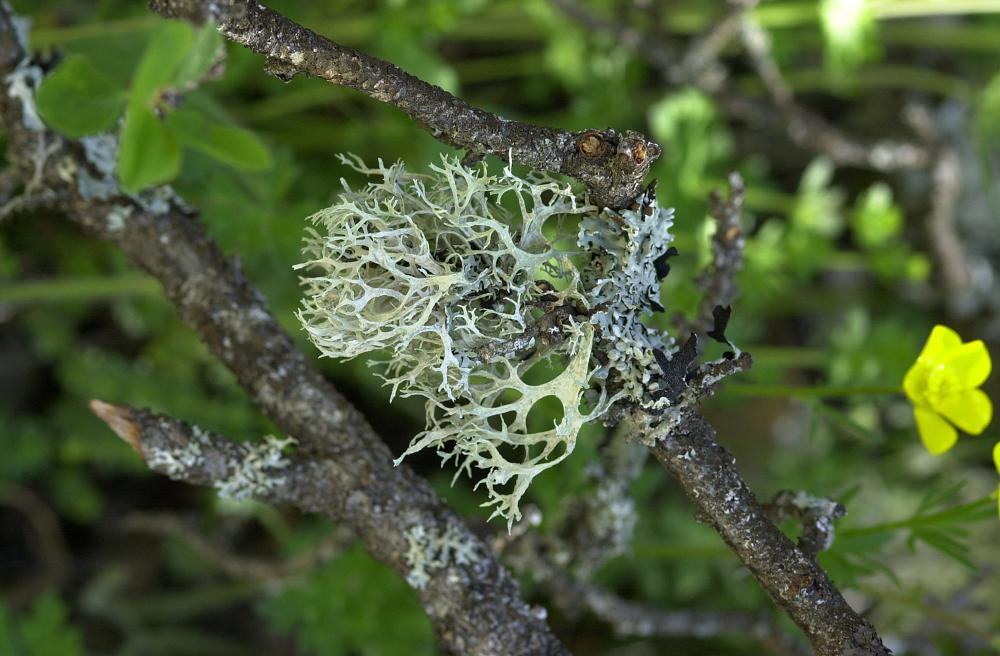
Mousse de chêne (Evernia prunastri).
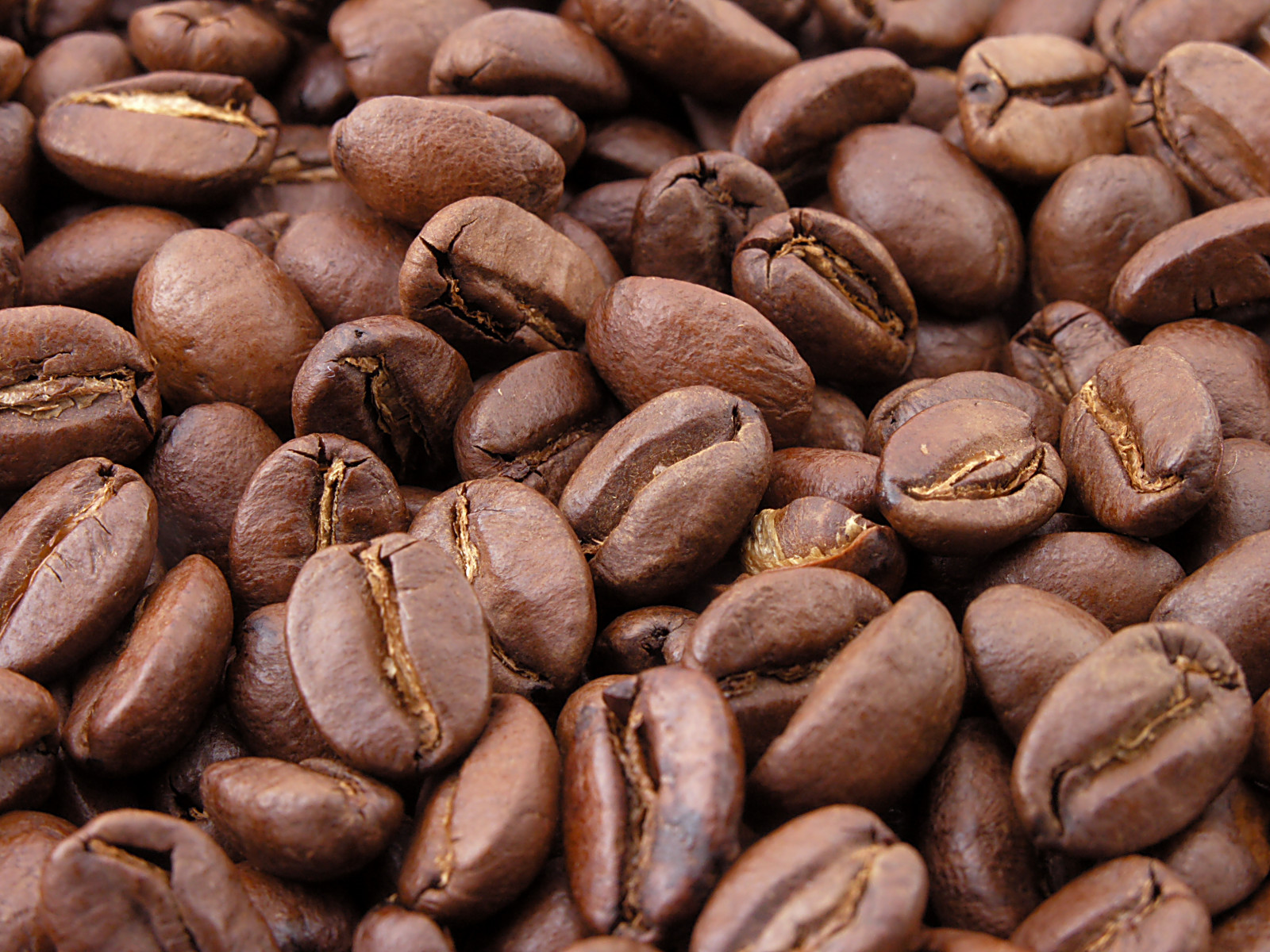
Grains de café légèrement torréfiés.

## Métabolisme
Les depsidases sont des enzymes capables de rompre les liaisons depside. Un exemple de ce type d'enzyme est la tannase.

## Propriétés
Certain depsides ont une activité antibiotique, antioxydante, et antiproliférative in vitro,,,. Comme inhibiteurs de la biosynthèse de la prostaglandine et du leucotriène B4, certains depsides ont une  activité anti-inflammatoire in vitro,,,. Certains depsides ont été décrits comme anti-VIH.
Les depsides ont une activité molluscicide sur les escargots d'eau douce. À des concentrations de 10−3 mol/l, ils inhibent la croissance des plantes.